# Stenotarsia vermiculata
Stenotarsia vermiculata är en skalbaggsart som beskrevs av Hippolyte Louis Gory och Achille Rémy Percheron 1835. Stenotarsia vermiculata ingår i släktet Stenotarsia och familjen Cetoniidae. Inga underarter finns listade i Catalogue of Life.